# Kelet-ázsiai madhjamaka
A kelet-ázsiai madhjamaka a kelet-ázsiai buddhista hagyományokra utal, amely az indiai madhjamaka iskolát képviseli. A kínai buddhizmusban ezt úgy nevezik, hogy szan-lun iskola (kínai: 三論宗, „három értekezés iskola”), Japánban pedig úgy, hogy szanron („három értekezés” iskola), jóllehet a modern tudósok szerint ez nem tekinthető független szektának. A madhjamaka szövegek szerint azóta beszélhetünk erről a hagyományvonalról, amióta az 5. században Kumáradzsíva révén eljutott a buddhizmus Kínába.

## Története Kínában

### Kezdetek
A szan-lun elméleti alapját a Nágárdzsuna és Árjadéva három fő madhjamaka műve jelenti, amelyeket Kumáradzsíva fordított le kínai nyelvre. Ez a három mű a következő:
- „A középút értekezés” (kínai: 中論, pinjin: Csung-lun, T. 1564; szanszkrit: Madhjamaka-sásztra), amely tartalmazza Nágárdzsuna Múlamadhjamakakáriká („A középút alapversei”) című művét, illetve Vimaláksa, Pingala (kínai: 青目, pinjin: Csing-mu) szövegmagyarázatait is.
- „Értekezés a 12 kapuról” (kínai: 十二門論, pinjin: Si-er-men-lun, T. 1568), állítólag Nágárdzsuna műve, amely fordításai: *Dvádasadvára-sásztra.[5] *Dvádasamukha-sásztra[6] vagy *Dvádasanikája-sásztra[7]
- „Száz értekezés” (kínai: 百論, pinjin: Paj-lun, T. 1569; szanszkrit: Sataka-sásztra,[8] vagy Sata-sásztra[9]), amelyben szerepel egy szövegmagyarázat egy Vaszu nevű tudóstól Árjadéva verséről.[10]

Olykor egy negyedik szöveget is hozzátesznek, amelytől a cím átváltozik „Négy értekezés”-re (kínai: 四論, pinjin: Szi-lun):
- „Kommentár a bölcsesség nagy tökéletességéhez” (kínai: 大智度論, pinjin: Ta-csi-tu-lun, T. 1509; szanszkrit: Máhapradzsnyáparamitopadesa). Nágárdzsunának tulajdonítják, amelyet azonban néhány modern tudós vitat.

Hagyományosan Nágárdzsunát tekintik a madhjamaka iskola indiai alapítójának, viszont Kínában Kumáradzsívát tekintik a szan-lun iskola alapítójának. Kumáradzsíva tanítványa, Szeng-csao folytatta a madhjamaka oktatását, és több művet is írt ezzel kapcsolatban.

### Népszerűsítése
A három értekezés tanításait először Csi-cang terjesztette, aki maga is készített szövegmagyarázatokat ezekhez a művekhez. Az egyik leghíresebb műve az  Er-ti Ji (二諦意), avagy „A két igazság jelentése”, amely a konvencionális és a legvégső igazságra vonatkozik (lásd: két igazság tana). Az egyik fejezetben tanítómesterének Fa-langot nevezi:
|  | „Tanítómesterem, Falang azt mondta: Annak ellenére, hogy a négy értekezésnek (pl. a Három értekezés és a [Mahápradzsnyápáramitá-sásztra]) különböző elnevezései vannak, mindnek azonos a célja, hogy elmagyarázza a két igazságot és a nondualizmust. Ha valaki képes megérteni a két igazságot, akkor a négy értekezést tökéletesen meg fogja érteni. Ha valaki azonban nem képes erre, akkor a négy értekezést sem lesz képes megérteni. Emiatt szükséges megérteni a két igazságot. Tehát a két igazság megértésével nem csak a négy értekezést, hanem a sásztrákat is meg lehet érteni.” |
|  | |

A madhjamaka népszerűsítése mellett Csi-cang kommentárokat is írt mahájána szútrákhoz, mint például a Lótusz szútra vagy a Vimalakírti szútra, illetve írt még a Tathágata-garbha tanításokról is. Élete során közel ötven könyvet írt. A madhjamakára vonatkozó művei közül néhány:
- Csung-kuan-lun su (中觀論疏; „Kommentár a Madhyamaka-sásztrához”)
- Er-ti csang (二諦章; „Esszé a két igazságról”)
- Paj-lun su (百論疏; „Kommentár a Sataka-sásztrához”)
- Si Er Men Lun Su (十二門論疏; „Kommentár a 12 kapu értekezéshez”)
- Szan-lun Hszüan-ji (三論玄義; „A három értekezés alapvető jelentése”)
- Er-ti Ji (二諦意; „A két igazság jelentése”)
- Ta-seng Hszü-an-lun (大乘玄論; „Kommentár a mahájána misztériumához”)

### Modern kínai hagyományok
A 20. század elején Jang Ven-huj és Ou-jang Csian (kínai: 歐陽漸) (1871–1943) promotálták Kínában a buddhista oktatást, és általánosságban  megfigyelhető volt a jógácsára, a madhjamaka és a hua-jen iskola iránti érdeklődés megnövekedése.
A 20. században Jin Sun szerzetes nevéhez volt leginkább köthető ez az iskola, jóllehet ő maga nem állította ezt:

## Története Japánban
625-ben Hjegvan koreai szerzetes hozta el a szan-lunt Japánba, ahol szanron néven vált ismertté. A nara-kor számos iskolájához és a nara buddhizmus hat iskolájához hasonlóan kihalt, illetve beleolvadt a singon buddhizmusba és a tendaiba.